# Quell'estate del '42
Quell'estate del '42 (Summer of '42) è un film del 1971 diretto da Robert Mulligan.
Il film rievoca un periodo della giovinezza dello sceneggiatore Herman Raucher, che oltre alla produzione del film ha scritto un romanzo lievemente diverso nella trama, romanzo che sebbene scritto dopo uscì prima del film diventando un best seller e contribuì al suo inaspettato (dai produttori) successo.

## Trama
Tre adolescenti, Hermie, Oscy e Benjie, trascorrono l'estate su un'isola della Nuova Inghilterra. Uno di loro, Hermie, è colpito da una giovane donna, arrivata con il marito in una casa vicina. Dopo qualche giorno il marito lascia la moglie, chiamato a combattere oltremare.
I tre ragazzi intanto cercano avventure erotiche con le ragazze del luogo, con vario successo.
Un giorno Hermie aiuta la donna a portare alcuni pacchi della spesa e così inizia tra loro una amicizia, finché un giorno Hermie va a trovarla e vede sul tavolo la notizia che il marito della donna è morto in guerra. Hermie e la donna, che ha bevuto, traumatizzati, hanno un momento di intimità. Il giorno seguente la donna se ne va, lasciando a Hermie un messaggio che ricorderà per sempre.

## Produzione
Raucher scrisse il soggetto nel 1959 ma solo dieci anni dopo il regista Mulligan riuscì a convincere la Warner a produrre il film, di basso costo, e pagando Raucher in percentuale invece che con un importo predefinito. Per il ruolo della donna il regista cercava una donna di oltre 30 anni ma si convinse a prendere la giovane O'Neill, e anche acconsentì a evitare scene di nudo come richiesto dall'attrice. Ambientato nell'Est, il film fu invece girato in California. Durante le riprese l'attrice fu tenuta separata dal trio di giovani attori per rafforzare il senso di incertezza dei giovani. Dopo le riprese la produzione, incerta del risultato, convinse Raucher a scrivere un romanzo dalla sceneggiatura. Raucher accettò e in tre settimane scrisse quello che divenne un romanzo di grande successo con 23 ristampe.
Il film ottenne un grande successo rendendo ricco Raucher. Anche la critica fu favorevole.
Il film ottenne diverse candidature a premi, e vinse il premio Oscar per la miglior musica originale e il premio "BAFTA Anthony Asquith Award", ambedue a Michel Legrand. La canzone della colonna sonora divenne molto popolare e fu eseguita da numerosi cantanti.
Ci fu un seguito di molto minor successo, Class of '44.
Raucher ha sempre rifiutato le proposte di rifacimento, tuttavia permise la messa in scena di un musical.

## Curiosità
- Una breve sequenza di questo film appare in una scena della versione americana di Shining (1980) di Stanley Kubrick (cui il film piacque molto), tagliata invece nell'edizione europea. In particolare, si vedono due dei protagonisti, Wendy e il figlio Danny, che seduti in una sala dell'albergo Overlook guardano la televisione, in cui appunto viene proiettato "Quell'estate del '42".
- La locandina del film appare sia nel manga "Touch" di Mitsuru Adachi sia nel relativo anime.
- Ampie citazioni dei dialoghi vengono riferite all'interno dell'episodio 11 stagione 6 dei Griffin, intitolato "provaci ancora Brian"

## Critica
«Nostalgica e accattivante rievocazione... qualche scivolata di troppo... delicatezza di toni... bellissime scene finali... Oscar alle musiche (troppo invadenti) di Michel Legrand.» **½

## Riconoscimenti
- Premi Oscar 1972: migliore colonna sonora drammatica
- BAFTA: migliore colonna sonora